# یاکوولف یاک-۱۵۲
یاکوولف یاک-۱۵۲ (به انگلیسی: Yakovlev_Yak-152) یک هواگرد ملخ‌پیشین تک‌موتوره از نوع هواپیمای آموزشی ساخت شرکت ایرکوت است. هواگرد یاک-۱۵۲ نخستین پروازش را در ۲۹ سپتامبر ۲۰۱۶ میلادی انجام داد. در مجموع، تعداد 4 prototypes فروند از این هواگرد ساخته شده‌است.